# You Keep Me Hangin’ On
You Keep Me Hangin’ On ist ein Lied der Gesangsgruppe The Supremes aus dem Jahr 1966, das von dem Trio Holland–Dozier–Holland geschrieben und produziert wurde. Es erschien erstmals auf dem Album The Supremes Sing Holland–Dozier–Holland.

## Geschichte
In dem Lied mischen sich die Musikstile Pop, Soul, Funk und R&B. Im Gegensatz zum Vorgänger You Can’t Hurry Love enthält dieser Song Call-and-Response-Elemente, die dem Gospel ähneln.
Der Song der Supremes wurde am 12. Oktober 1966 veröffentlicht und war in den USA ein Nummer-eins-Hit.

### Chartplatzierungen
| ChartsChartplatzierungen       | Höchstplatzierung | Wochen |
| ------------------------------ | ----------------- | ------ |
| Vereinigte Staaten (Billboard) | 1 (12 Wo.)        | 12     |
| Vereinigtes Königreich (OCC)   | 8 (11 Wo.)        | 11     |

| ChartsJahrescharts (1966)      | Platzierung |
| ------------------------------ | ----------- |
| Vereinigte Staaten (Billboard) | 8           |

### Auszeichnungen für Musikverkäufe
| Land/Region                  | Auszeichnungen für Musikverkäufe (Land/Region, Auszeichnung, Verkäufe) | Verkäufe |
| ---------------------------- | ---------------------------------------------------------------------- | -------- |
| Vereinigtes Königreich (BPI) | Silber                                                                 | 200.000  |
| Insgesamt                    | 1× Silber ·                                                            | 200.000  |

## Coverversion von Vanilla Fudge
Die 1967 erschienene Version der US-amerikanischen psychedelischen Rockband Vanilla Fudge erreichte Rang 6 der US-Hitparade. In diesem Fall war das Original kaum noch wiederzuerkennen. Das in Mono aufgenommene Stück wurde auf 6:47 min ausgedehnt und auf Zeitlupentempo verlangsamt, denn das ursprüngliche Tempo wurde auf die Hälfte reduziert. Der psychedelische Sound mit einer neoklassischen Orgelpartitur und Sitar-Passagen verfremdete das Original bis zur Unkenntlichkeit.
| ChartsChartplatzierungen       | Höchstplatzierung | Wochen |
| ------------------------------ | ----------------- | ------ |
| Vereinigte Staaten (Billboard) | 6 (17 Wo.)        | 17     |
| Vereinigtes Königreich (OCC)   | 18 (11 Wo.)       | 11     |

| ChartsJahrescharts (1968)      | Platzierung |
| ------------------------------ | ----------- |
| Vereinigte Staaten (Billboard) | 77          |

## Coverversion von Kim Wilde
1986 nahm Kim Wilde den Klassiker neu für ihr Album Another Step auf. Die Instrumentierung dieser Version unterscheidet sich sehr stark vom Original und entspricht dem typischen 1980er-Sound.
Das Cover wurde weltweit am 19. September 1986 veröffentlicht und war in den USA, Kanada, Australien und Norwegen ein Nummer-eins-Hit.

### Chartplatzierungen
| ChartsChartplatzierungen       | Höchstplatzierung | Wochen/ Monate |
| ------------------------------ | ----------------- | -------------- |
| Deutschland (GfK)              | 8 (13 Wo.)        | 13 Wo.         |
| Österreich (Ö3)                | 20 (2,5 Mt.)      | 2,5 Mt.        |
| Schweiz (IFPI)                 | 2 (10 Wo.)        | 10 Wo.         |
| Vereinigte Staaten (Billboard) | 1 (21 Wo.)        | 21 Wo.         |
| Vereinigtes Königreich (OCC)   | 2 (14 Wo.)        | 14 Wo.         |

| ChartsJahrescharts (1986)    | Platzierung |
| ---------------------------- | ----------- |
| Vereinigtes Königreich (OCC) | 34          |

| ChartsJahrescharts (1987)      | Platzierung |
| ------------------------------ | ----------- |
| Vereinigte Staaten (Billboard) | 34          |

### Auszeichnungen für Musikverkäufe
| Land/Region                  | Auszeichnungen für Musikverkäufe (Land/Region, Auszeichnung, Verkäufe) | Verkäufe |
| ---------------------------- | ---------------------------------------------------------------------- | -------- |
| Vereinigtes Königreich (BPI) | Silber                                                                 | 250.000  |
| Insgesamt                    | 1× Silber ·                                                            | 250.000  |

## Andere Coverversionen
- 1966: Jackie Wilson
- 1966: The Tea Company
- 1967: Tom Jones
- 1967: Sylvie Vartan (Je n'ai pas pu résister)
- 1967: Ray Bryant
- 1967: The Nice
- 1968: Box Tops
- 1968: Baris Manco (Karanlıklar İçinde, You Keep Me Hangin’ On)
- 1968: Wilson Pickett
- 1968: Tim Buckley (auf Dream Letter – Live in London 1968)
- 1969: Booker T. & the M.G.’s
- 1969: Tinkerbells Fairydust
- 1972: Martin Mann (Du spielst doch nur mit mir)
- 1972: Claude François (Mais c’est différent déjà)
- 1977: Rod Stewart
- 1980: Nightwing
- 1982: The Rods
- 1983: Ken Boothe (Set Me Free)
- 1985: Colourbox
- 1985: Offenders
- 1987: Yu Hayami with the JG´s
- 1989: The Shadows
- 1995: Reba McEntire
- 2000: Jive Bunny & the Mastermixers
- 2000: Lisa Stansfield
- 2002: The Funk Brothers
- 2002: Heaven Sent (Set Me Free)
- 2003: Sinema
- 2004: Vera
- 2004: Popzillas
- 2005: Madness
- 2005: Theatre of Tragedy
- 2006: Gilbert Montagné
- 2006: Kim Wilde feat. Nena
- 2006: Melanie
- 2007: Mark Ronson feat. Daniel Merriweather (Stop Me)
- 2007: Aretha Franklin
- 2010: Phil Collins
- 2011: Dr. Woggle & the Radio
- 2011: Little Mix (Live-Version)
- 2015: Andrew Spencer feat. Latoya[17]
- 2018: Mystic Prophecy

## Belege
1. ↑  Chartplatzierung in den USA. In: billboard.com. Abgerufen am 3. Dezember 2024 (englisch).
2. ↑  Chartplatzierung in Großbritannien. In: officialcharts.com. Abgerufen am 3. Dezember 2024 (englisch).
3. ↑  Jahrescharts 1966 in den USA. In: longboredsurfer.com. Abgerufen am 3. Dezember 2024 (englisch).
4. ↑  Brit certified. In: bpi.co.uk. Abgerufen am 4. August 2025 (englisch).
5. ↑  Chartplatzierung in den USA. In: chartsurfer.de. Abgerufen am 3. Dezember 2024.
6. ↑  Chartplatzierung in Großbritannien. In: officialcharts.com. Abgerufen am 3. Dezember 2024 (englisch).
7. ↑  Jahrescharts 1968 in den USA. In: longboredsurfer.com. Abgerufen am 3. Dezember 2024 (englisch).
8. ↑  You keep me hangin' on auf Wild-Life.com
9. ↑  Chartplatzierung in Deutschland. In: offiziellecharts.de. Abgerufen am 3. Dezember 2024.
10. ↑  Chartplatzierung in Österreich. In: austriancharts.at. Abgerufen am 3. Dezember 2024.
11. ↑  Chartplatzierung in der Schweiz. In: hitparade.ch. Abgerufen am 3. Dezember 2024.
12. ↑  Chartplatzierung in den USA. In: chartsurfer.de. Abgerufen am 3. Dezember 2024.
13. ↑  Chartplatzierung in Großbritannien. In: officialcharts.com. Abgerufen am 3. Dezember 2024 (englisch).
14. ↑  Jahrescharts 1986 in Großbritannien. In: officialcharts.com. Abgerufen am 3. Dezember 2024 (englisch).
15. ↑  Jahrescharts 1987 in den USA. In: longboredsurfer.com. Abgerufen am 3. Dezember 2024 (englisch).
16. ↑  Brit certified. In: bpi.co.uk. Abgerufen am 3. Dezember 2024 (englisch).
17. ↑  Neu in der DJ-Promotion: Andrew Spencer feat. Latoya – You Keep Me Hangin' On auf Dance-Charts.de